# فيتالي لاغوتنكو
فيتالي بافلوفيتش لاغوتنكو (بالإنجليزية: Vitaly Pavlovich Lagutenko  بالروسية: Виталий Павлович Лагутенко ، 1904، موغيليف - 1969، موسكو) مهندس ومعماري سوفيتي. أدت دراساته للبناء الخرساني الجاهز منخفض التكلفة، بدعم من نيكيتا خروتشوف، إلى التحول الكامل لممارسة البناء السوفيتي من البناء إلى الخرسانة الجاهزة. صمم Lagutenko المنازل السكنية الموحدة المكونة من 5 طوابق، والمعروفة باسم خروتشوفكا، والتقنيات المرتبطة بالبناء السريع على نطاق واسع. هذه الكتل منخفضة التكلفة، التي شيدت منها ملايين الوحدات، ساعدت في تخفيف النقص في المساكن بعد الحرب.